# Группа треугольника (2,3,7)
Группа треугольника (2,3,7) — треугольная группа (группа фон Дика) D(2,3,7) сохраняющих ориентацию отображений. Важный объект в теории римановых поверхностей и геометрии Лобачевского в связи с поверхностями Гурвица, а именно[уточнить] с римановыми поверхностями рода g с максимально высоким возможным порядком группы автоморфизмов, равным 84(g − 1).
Нормальные подгруппы без кручения треугольной группы (2,3,7) являются фуксовыми группами, ассоциированными с поверхностями Гурвица, такими как квартика Клейна, поверхность Макбита и первая тройка Гурвица.

## Построения

### Гиперболическое построение

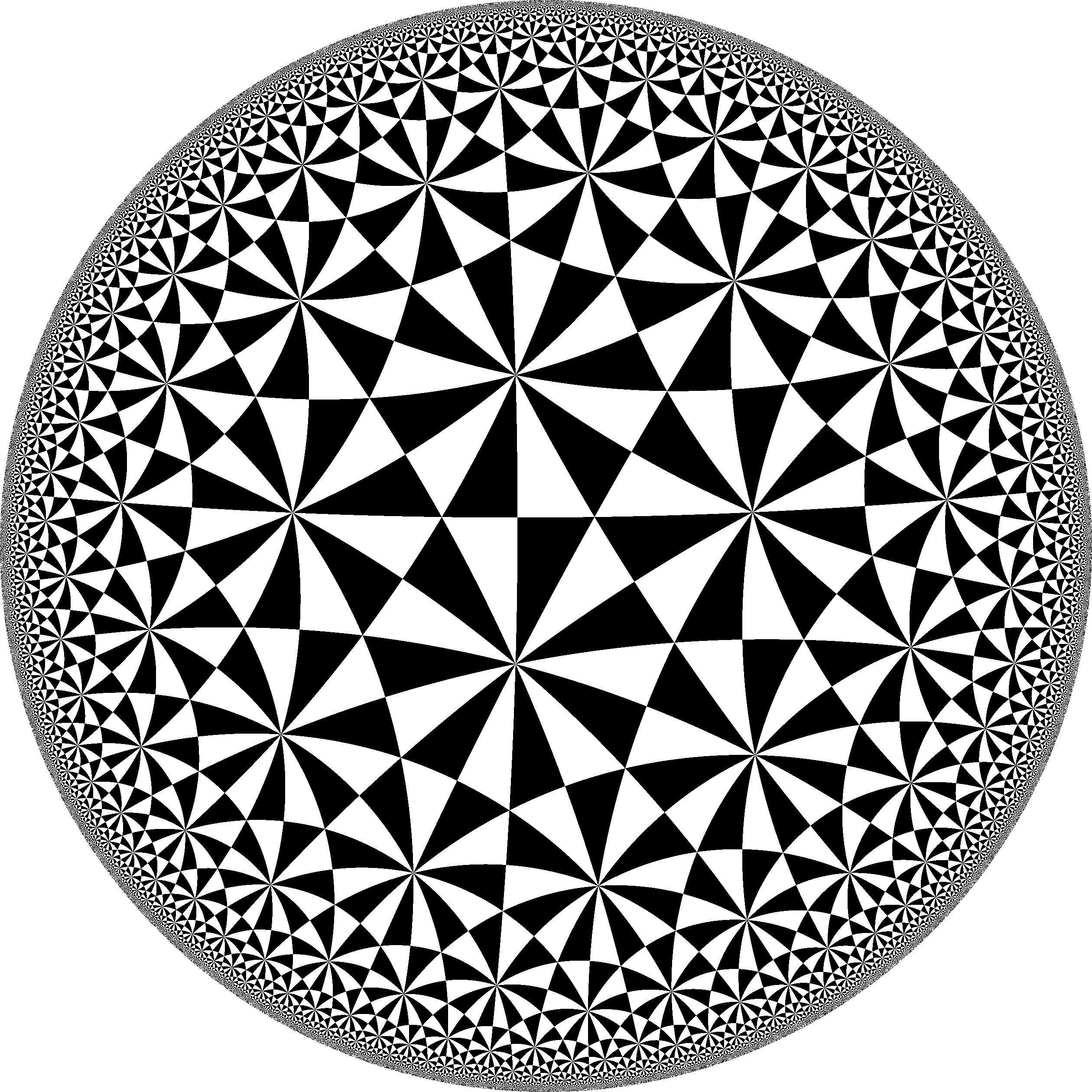
Треугольная группа (2,3,7) является группой сохраняющих ориентацию изометрий мозаик из (2,3,7) треугольников Шварца, показанных здесь в проекции на диск Пуанкаре.

Чтобы построить треугольную группу, начнём с гиперболического треугольника с углами π/2, π/3, π/7. Этот треугольник является наименьшим гиперболическим треугольником Шварца и его отражения замощают плоскость путём отражений относительно сторон. Рассмотрим группу, порождённую отражениями относительно сторон треугольника. Эта группа является неевклидовой кристаллографической группой (дискретной подгруппой гиперболических изометрий) с этим треугольником в качестве фундаментальной области. Ассоциированная мозаика является разделённой семиугольной мозаикой порядка 3. Треугольная группа (2,3,7) определяется как подгруппа индекса 2, состоящая из сохраняющих ориентацию изометрий, и является фуксовой группой (сохраняющей ориентацию неевклидовой кристаллографической группой).
|                                 |                                  |                               |                                  |                               |                                  |                                     |                                     |
| {7,3}                           | t{7,3}                           | r{7,3}                        | 2t{7,3}=t{3,7}                   | 2r{7,3}={3,7}                 | rr{7,3}                          | tr{7,3}                             | sr{7,3}                             |
| Однородные двойственные мозаики |                                  |                               |                                  |                               |                                  |                                     |                                     |
| node_f1 · 7 · node · 3 · node   | node_f1 · 7 · node_f1 · 3 · node | node · 7 · node_f1 · 3 · node | node · 7 · node_f1 · 3 · node_f1 | node · 7 · node · 3 · node_f1 | node_f1 · 7 · node · 3 · node_f1 | node_f1 · 7 · node_f1 · 3 · node_f1 | node_fh · 7 · node_fh · 3 · node_fh |
|                                 |                                  |                               |                                  |                               |                                  |                                     |                                     |
| V73                             | V3.14.14                         | V3.7.3.7                      | V6.6.7                           | V37                           | V3.4.7.4                         | V4.6.14                             | V3.3.3.3.7                          |

### Задание группы
Группа может быть задана при помощи пары генераторов, g2, g3, со следующими соотношениями:
{\displaystyle g_{2}^{2}=g_{3}^{3}=(g_{2}g_{3})^{7}=1.}
Геометрически эти соотношения соответствуют вращениям на 2π/2, 2π/3 и 2π/7 вокруг вершин треугольника Шварца.

### Алгебра кватернионов
Группа треугольников (2,3,7) может быть представлена при помощи группы кватернионов с нормой 1 при подходящем R-порядке в алгебре кватернионов. Конкретнее, группа треугольника является факторгруппой группы кватернионов по её центру ±1.
Пусть η = 2cos(2π/7). Тогда из равенства
{\displaystyle (2-\eta )^{3}=7(\eta -1)^{2}.}
видим, что Q(η) является полностью вещественным кубическим расширением Q. Гиперболическая группа треугольника (2,3,7) является подгруппой группы элементов алгебры кватернионов с нормой 1, образованной как ассоциативная алгебра парой генераторов i и j и отношениями i2 = j2 = η, ij = −ji. Можно выбрать подходящий порядок кватернионов Гурвица {\displaystyle {\mathcal {Q}}_{\mathrm {Hur} }} в алгебре кватернионов. Здесь порядок {\displaystyle Q_{\mathrm {Hur} }} порождается элементами
{\displaystyle g_{2}={\tfrac {1}{\eta }}ij}
{\displaystyle g_{3}={\tfrac {1}{2}}(1+(\eta ^{2}-2)j+(3-\eta ^{2})ij).}
Фактически порядок является свободным Z[η]-модулем над базисом {\displaystyle 1,g_{2},g_{3},g_{2}g_{3}}. Генераторы удовлетворяют условиям
{\displaystyle g_{2}^{2}=g_{3}^{3}=(g_{2}g_{3})^{7}=-1,}
которые сводятся к соотношениям в треугольной группе после взятия факторгруппы по центру.

## Связь с SL(2,R)

Визуализация отображения (2,3,∞) → (2,3,7) путём трансформации связанных мозаик.

Расширив скаляры из Q(η) в R (путём стандартного вложения), получим изоморфизм между алгеброй кватернионов и алгеброй M(2,R) вещественных 2 х 2 матриц. Выбор конкретного изоморфизма позволяет показать группу треугольника (2,3,7) как частный случай фуксовой группы в SL(2,R), а именно как факторгруппу модулярной группы. Это можно визиуализировать с помощью ассоциированных мозаик, как представлено справа на рисунке — мозаика (2,3,7) диска Пуанкаре является факторпространством модулярной мозаики верхнего полупространства.
Однако для многих целей нет необходимости в явном задании изоморфизма. Так, следы элементов группы (а следовательно, расстояние перемещения гиперболических элементов в верхней полуплоскости, как и систолы фуксовых подгрупп) можно вычислить с помощью сокращённых следов в алгебре кватернионов по формуле
{\displaystyle \operatorname {tr} (\gamma )=2\cosh(\ell _{\gamma }/2).}